# Plastik Funk
Plastik Funk war ein deutsches DJ-Duo, das aus Rafael Ximenez-Carrillo und Mikio Gruschinske bestand. Seit 2018 führt Ximenez-Carrillo das Projekt alleine weiter.

## Bandgeschichte
Plastik Funk wurde 2002 in Düsseldorf gegründet. Der DJ Rafael Ximenez-Carrillo ist in Düsseldorf beheimatet. Er wurde in Madrid geboren und wuchs in Grevenbroich auf. Sein DJ-Kollege Mikio Gruschinske ist Deutschjapaner und wuchs vor allem in Tokio auf. Anschließend zog er nach Berlin und kam um die Jahrtausendwende nach Düsseldorf. Die beiden starteten ihre gemeinsame Karriere während ihrer Schulzeit. Zunächst im Hip-Hop beheimatet, begann man schließlich elektronische Tanzmusik zu komponieren, nachdem sie den Musikstil von Frankie Knuckles und David Morales für sich entdeckten. Sie lernten sich kennen, als beide in unterschiedlichen Clubs in Düsseldorf als Resident DJs auflegten.
2003 veröffentlichten sie die gemeinsame EP Do It Right, die sie über die Grenzen Deutschlands bekannt machte. Sie remixten unter anderem David Guetta, Shaggy, Robyn und Deadmau5.
2011 war ihr erfolgreichstes Jahr. Mit einem Remix von C+C Music Factorys Klassiker Everybody Dance Now erreichten sie die deutschen Charts auf Platz 58 und die Schweizer Charts auf Platz 67. Zwischen 2009 und 2015 erschienen außerdem einige Kompilationen mit ihren Mixen.
2014 hatten sie im Vereinigten Königreich einen Hit mit dem Song Dr. Who, eine Zusammenarbeit mit dem DJ Tujamo bei dem als Featuring der britische Rapper Sneakbo vertreten war.
Ab 2018 musste Rafael Ximenez-Carrillo alleine auftreten, da Gruschinske unter Rückenschmerzen leidet und nicht mehr mit ihn auftreten konnte. Kurz darauf verwendete Ximenez-Carrillo den Duo-Namen als Pseudonym für sich.
Das DJ Magazine wählte Plastik Funk 2024 auf Platz 81 der besten DJs.

## Diskografie

### Alben
- 2005: Plastik Funk Tastik Ibiza 2005 (Plastik Funk Tastik)
- 2009: Sessions Germany (Ministry Of Sound (Germany))
- 2011: Ibiza – The Closing (Tiger Records)
- 2013: Miami Weapons 2013 (Tiger Records)
- 2015: Streetparade 2015 – International (K-tel)

### Singles und EPs
- 2003: Do It Right (EP) (Sure Player Black Label)
- 2004: San Francisco (Sure Player Black Label)
- 2005: No Never (Casa Rosso Recordings)
- 2005: Round and Round (feat. Irma Derby) (Sure Player)
- 2005: All Thru the Night (feat. Irma Derby) (Sure Player)
- 2006: Be Your Man (Tipsy Tunes)
- 2006: Gonna Make You Sweat (Everybody Dance Now) (Tipsy Tunes)
- 2006: I Feel It (EP) (Nine Records (US))
- 2006: Pump It Up (Plastik Funk pres. Da Bear) (Egoiste)
- 2007: Let Me See Your Hands (feat. Dollarman) (Ministry Of Sound (Germany))
- 2007: Irresistible (feat. Cosmo Klein) (Ministry Of Sound (Germany))
- 2008: Show Me What You Got (feat. Alexandra Prince) (Ministry Of Sound (Germany))
- 2009: Rock Bitch (Pacha Recordings)
- 2009: Rise (Ministry Of Sound (Germany))
- 2010: Cinderella Stereo (feat. Lyck) (Ministry of Sound (Germany))
- 2011: Everybody Dance Now! (Tiger Records/Kontor Records)
- 2011: Groovy Baby (feat. Tune Brothers) (Housesession)
- 2011: We Make the Sound (feat. Paul Gardner) (Hotfingers)
- 2011: SFO (Hotfingers)
- 2011: Need (feat. Stefano Noferini) (CR2)
- 2011: Gotta Have (mit Chris Montana)
- 2011: Together (feat. Dave Kurtis) (Tiger Records)
- 2011: Rocked It (mit Richard Grey) (Pyramidal Records)
- 2011: Alive (vs. Gabriel & Castellon) (Stealth Records)
- 2011: Upside Down (Tiger Records/Kontor Records)
- 2011: Discofunk (Tiger Records)
- 2011: The Reason (feat. Irma Derby) (Soda Records)
- 2011: Balkan Grill (Tiger Records)
- 2011: What Love Can Do (feat. Fragma) (Kontor Records)
- 2012: House Music (mit Dave Kurtis) (Tiger Records/Kontor Records)
- 2012: Lose Yourself (mit Massimo Nocito) (Tiger Records/Kontor Records)
- 2012: You Gotta Rock It (mit Richard Grey feat. Irma Derby) (Tiger Records/Kontor Records)
- 2012: Shake (mit Dave Kurtis) (Tiger Records/Kontor Records)
- 2012: Who (mit Tujamo) (Tiger Records/Kontor Records)
- 2012: All For You (feat. Adam Joseph) (Tiger Records/Kontor Records)
- 2012: Gotta Have (mit Chris Montana feat. Nina Hill)
- 2012: Get Down (Tiger Records/Kontor Records)
- 2012: Go (Tiger Records/Kontor Records)
- 2012: Say Hello (mit Kurd Maverick feat. Ashlee Williss) (Tiger Records)
- 2012: One Love (mit Armand Pena) (Tiger Records)
- 2013: Let Me See Ya (Tiger Records)
- 2013: Blue Monday (mit Kurd Maverick) (Tiger Records)
- 2013: 2 Billion Dollars (mit Pink Fluid) (Tiger Records)
- 2013: Unstoppable (mit DiMaro) (Tiger Records)
- 2013: Need Somebody (Tiger Records)
- 2013: Get Down on It (Tiger Records)
- 2013: Everybody Dance Now (Rework) (Tiger Records)
- 2013: Do It Like Me (mit DJ Teddy-O & Ying Yang Twins) (Tiger Records)
- 2014: Dr. Who! (mit Tujamo feat. Sneakbo) (AATW)
- 2014: One of These Days (mit Polina) (Tiger Records)
- 2014: Don’t Push Me (mit Grandmaster Melle Mel) (Tiger Records)
- 2014: Drop the Bass (Whitelabel)
- 2014: Let Me See Ya 2014 (Tiger Records)
- 2015: Damn MC (Tiger Records)
- 2015: Never Stop! (Tiger Records)
- 2015: MPC (mit Lunde Bros.) (Big & Dirty Records)
- 2015: Rock the Party (mit Vanillaz) (Tiger Records)
- 2015: Sidekick (mit Vanillaz & Kosta Radman) (Flamingo Records)
- 2015: We Make the Party (mit Presskit) (Tiger Records)
- 2016: Y I Left U (mit My Digital Enemy) (Zulu Records)
- 2016: Tight (mit Strobe & LAZN feat. Sapele) (Flamingo Records)
- 2016: Here We Go (mit Sapele) (Armada Deep)
- 2016: Love & Affection (Armada Deep)
- 2016: This Is It (Armada Deep)
- 2016: Ever (Armada Deep)
- 2017: Sunrise (Armada Trice & Armada Deep)
- 2017: Let Me See Ya (twoloud Remix) (Zeroseven)
- 2017: Got No Love (mit Sagan) (Armada Music)
- 2017: Damaged Heart (feat. Alex Prince) (Armada Music)
- 2017: Rise 2017 (Armada Music)
- 2018: Keep You Close (Armada Music)
- 2018: The Life (feat. Mr. V) (Armada Music)
- 2018: Cream & Sugar (feat. Daisy Kilbourne) (Armada Music)
- 2018: Standing (mit Melody Federer) (SDM)
- 2019: Raveille (mit Timmy Trumpet) (Hussle Recordings)
- 2019: Find Your Way (Alle Farben Edit) (Spinnin’ Records)
- 2019: Clean up Your Mess (mit Elhaida Dani) (RCA Germany)
- 2020: Plastik Funk, MZRIN – Shady
- Plastik Funk – Push it (Inpetto Edit)
- Plastik Funk ft. Nicholas Roy – Feet dont touch
- Plastik Funk & Inpetto – Lost
- Plastik Funk, Relanium, Deen West – San Francisco
- Nicola Fasane, Dual Beat – Deeper Love
- Plastik Funk & Calv – Shakalaka
- Plastik Funk, Trip M, Blase – What they want
- Plastik Funk, Rente, Repiet, Sickrate ft Julia Klein – Never let go
- Plastik Funk, Salvatore Mancuso, Pajane – Through the Night

#### Remixes
- Tank & Cheetah x DBN – Trust (Mixmash Records, NL)
- Hugel ft. Jasmine Thompson – Where We Belong (Tonspiel / Warner Music, GER)
- Cuzzins & Scotty Boy – Gimme Dat (Panda Funk, USA)
- Alex Price – Magic Moments (Streetparade Anthem, K-tel, SUI)
- Majestic & Jungle70 – Creeping In The Dark (Capitol, USA)
- Michael Woods – In Your Arms (AATW, Spinnin, UK/NL)
- Bakermat – One Day (Sony Music, UK)
- Blaxx & Max Zotti – Rock It (Tiger Records, GER)
- R3hab & Shermanology – Living For The City (Wall, NL)
- Melleefresh & Deadmau5 – Afterhours (Play Records, USA)
- DJ Rich-Art – That Body (Pop Dope Records, RUS)
- Tiko's Groove feat. Gosha – I Give You All Now (Building Records, BRA)
- Erick Morillo, Harry Romero, Jose Nunez, Sunnery James & Ryan Marciano – Jungleblood (Subliminal, USA)
- Albertino – Wonderland (Ultra Records, USA)
- GetFar – If I Ever (Get Far Records, ITA)
- Pink Fluid – Dying Tonight (Molto, ITA)
- Sean Finn ft. David Moore – Let You Go (On Air, GER)
- Criminal Vibes – Song 2 (Tiger Records, GER)
- Shermanology & R3hab – Living For The City (Tiger Records / Wall Records, GER/HOL)
- Chris Montana – Africana (S2G Productions, GER)
- Criminal Vibes – Pump Up The Jam (Tiger Records, GER)
- David Jones – E Samba (Tiger Records, GER)
- Joachim Garraud ft. J.D. Davis – Can't Stop Love (Space Invaders, USA)
- Tiko's Groove ft. Gosha – Sim Amiga (Building Records, BRA)
- Ralph Good – Anybody (What's Up, RUS)
- Agim Jashari – Feel good (Haiti Groove, GER)
- Peter Gelderblom – Gotta let you go (Spinnin, NED)
- Guernica – Saxo (Tiger Rec., GER)
- Marco Petralia – When will I be famous (BigCityBeats, GER)
- Morjac & Fred Falke Feat. Sarah Tyler – When we're together (Ultra, USA)
- Niels van Gogh – Gumball (CR2, ENG)
- Stefano Noferini – Move your body (Tiger Rec., GER)
- Fragma – Everytime you need me 2011 (Tiger Rec, GER)
- Jesus Luz – Music is my judge (Tiger Rec., GER)
- DJ Falk – Mueve 2011 (Tiger Rec., GER)
- Medina – Lonely (EMI, GER)
- Jaydee – Plastic Dreams (Spinnin, NED)
- Amloop – Caminando (Ministry of Sound, GER)
- Guernica vs Jay C ft. Marcella Woods – Open your heart (Tiger Rec., GER)
- Selda – Fever called love (Tiger Records, GER)
- Tom Novy feat. Lima – Now or never (Kosmo Music, GER)
- Cosmic Funk – Free your mind (Diamondhouse, GER)
- Andrew Galea – Chase the sun (Serious Rec., UK)
- Havana Funk – All about you (Defected, UK)
- Venuto – Love (One Love, AUS)
- Guernica vs Sungate – Stop it (Proton Rec., GER)
- Medina – U & I (EMI, GER)
- Kurd Maverick, Markus Binapfl & Armand Pena – Dreamer (Ministry of Sound, GER)
- Beautiful Beat Girls – Sing it back (Interlabel, GER)
- Anthony Rother meets Loveparade – Art of love (Ministry of Sound, GER)
- Ida Corr ft. Shaggy – Under the sun (Ministry of Sound, GER)
- JD Braithwait – Ready 4 love (Milk & Sugar Rec., GER)
- D.I.O. vs James Brown – Soulbrotha No.1 (Groovebox, GER)
- Voodoo & Serano – You get what you give (Ministry of Sound, GER)
- Blue & Deep – Holdin' me (Soda Music, UK)
- Stefano Noferini – Energize (LoudBit, ITA)
- Eric Tyrell ft. Lana – Love goes around the world (Sa Trincha Music, AUT)
- Armand Pena – One love (Rhythm Freaks, USA)
- Phunk Investigation – Crazy Diamond (ITA)
- Estelle – Freak (Atlantic Records, USA)
- DLG vs Giorgio Moroder – From here to eternity (Caus-N-ff-ct Rec., GER)
- Deep Josh ft. Henrique Fernandes – Everybody's fu**** people (Apple Funk, ESP)
- Paul Gardner – Come get my lovin' (Milk & Sugar Rec, GER)
- The Beatthiefs – Dub be good (Oxyd Rec, ITA)
- Morel's Groove – Let's Groove (Groove On, USA)
- Richard Grey & Erick Morillo – Say the word (Subliminal, USA)
- Turbopascal – The Underground (Plastic City, GER)
- Shaggy ft. Gary "Nesta" Pine – Fly High (Ministry of Sound, GER)
- Fred Falke & Morjac – When We're Together (Ministry of Sound, GER)
- DJ Sign & Alexandra Prince – I Am Here For (Muschi Tunes, GER)
- Guernica – Get On Down (Pacha Rec., ESP)
- Hard Rock Sofa – Let Me Go (Sirup Music, SUI)
- George Morel – What Ever You Want (Groove On, USA)
- Phunk Investigation – Run Baby Run (Absolutely Rec., ITA)
- Guernica vs Sungate – Stop It (Proton Rec, GER)
- Laurent Wolf – No Stress (Ministry of Sound, GER)
- Novy vs Eniac – Superstar (Kosmo / Ministry of Sound, GER)
- Robert M – Can't Slow Down (Proton Rec., GER)
- D.O.N.S. & DBN feat. Kadoc – The Nighttrain (Pacha Rec., ESP)
- Sir Colin – Shake That Ass (Park in Place Music, SUI)
- Dave Darell – Children (Pacha Rec., ESP)
- Geo da Silva – I'll Do You Like A Truck (Ministry of Sound, GER)
- Shaggy feat. Akon – What's Love (Ministry of Sound, GER)
- Jean Claude Ades – I Begin To Wonder (Swings, GER)
- Sandy Vee – Dirty Beats (Pacha Rec., ESP)
- Voodoo & Serano – Kylar's Guitar (Ministry of Sound, GER)
- Shaggy – Feel The Rush (M>1 Rec., GER)
- Phunk Investigation – Crazy Diamonds (Absolutely Rec., ITA)
- Robyn – Be Mine (Ministry of Sound, GER/UK)
- Westbam & the Lovecommitee – Highway To Love (Ministry of Sound, GER)
- Sugiurumn – Travelling (Pacha Records, ESP / Avex, JAP)
- David Guetta – Delirious (Virgin, FRA)
- ReFuge – So Real (Ministry of Sound, GER)
- Big Bass feat. Michelle Narine – Do What You Do (Ministry of Sound, GER)
- Westbam & the Lovecommittee – Love Is Everywhere (Ministry of Sound, GER)
- Spektrum – Kinda New (Ministry of Sound, GER)
- Dada ft. Sandy Rivera – Lollipop (Ministry of Sound, GER)
- Mousse T. – Bounce (Peppermint Jam, GER)
- Sunfreakz – Riding the waves (Alphabet City, GER)
- Tom Novy – It’s my house (Kosmo, GER)
- Milk & Sugar – Stay around (Milk&Sugar Rec, GER / AATW, UK / Subliminal, USA)
- Paul Johnson – Just dance (Casa Rosso, GER)
- Mochico aka Eddie Amador – Analog is dead (Mochico Primo, USA)
- Bamboola Prod. – Bahia EP (Sureplayer Rec., GER)
- The Migrants – I thought that (Sureplayer Rec., GER)
- Sex Machine – Friday night (Cayenne Rec., UK)
- L.O.B. – Deep inside (Pinkstar Clubsession, CH)
- Phattuccini Bros. – Let's get this party started (Phattuccini Rec., GER)
- Sean Biddle ft. Tom Glyde – Funky fantasy (BidMuzik, USA)
- Guernica ft. Mazaya – Ride on (Lickin Rec., GER)
- Max lean & Lucas Butler ft Bonny Lauren – Taking me higher (Plastik Funk remix)
- Dhali – U Got me (Plastik Funk remix)
- Nicola Fasane, Dual Beat – Deeper Love (Plastik Funk mix)
- Jonas Schmidt, Van Snyder ft. Laura Klein, Esox, TOROK – Show Me Love (Plastik Funk remix) (Warner Music Denmark, DK)

## Belege
1. ↑  Mikio Gruschinske und Rafael Ximenez-Carrillo alias Plastik Funk (bekanntes House-DJ- und Produzenten-Duo) – Special Friend of Mister UniQue. In: MisterUnique. 26. September 2011, abgerufen am 21. Juli 2025 (deutsch).
2. 1 2 3 4  John D. Buchanan: Plastik Funk bei AllMusic (englisch). Abgerufen am 21. Juli 2025.
3. ↑  Plastik Funk No Longer A Duo [on Decks]. In: Nexus Radio. 28. April 2018, abgerufen am 21. Juli 2025 (amerikanisches Englisch).
4. ↑  plastik funk. In: Beats of Miami. 25. Mai 2022, abgerufen am 21. Juli 2025 (englisch).
5. ↑  Redaktion: Plastik Funk. In: Youinside. 27. September 2019, abgerufen am 21. Juli 2025.
6. ↑  Plastik Funk | Top 100 DJs 2024 | DJMag.com. 1. Oktober 2024, abgerufen am 21. Juli 2025 (englisch).
7. ↑  Chartquellen: DE CH UK